# جندب جاوي
الجندب الجاوي (بالإنجليزية: Javanese grasshopper)، ويُعرف أيضًا باسم الجرادة الجاوية أو جرادة الطيور الجاوية، هو نوع من الجنادب يتبع تحت فصيلة ضمن فصيلة . تعيش في جنوب شرق آسيا، وموقع النوع النموذجي هو سنغافورة، وقد وُصفت لأول مرة من قبل عالم الحيوان الألماني هيرمان بورمايستر في عام 1838. هناك أكثر من عشرين نويعًا، معظمها مستوطن في جزر مختلفة، ويُعد النوع الفرعي فالانغا نيجريكورنيس هو النمط النموذجي للجنس فالانجا.

## الوصف
تُظهر هذه الأنواع اختلافًا جنسيًا واضحًا، حيث يتراوح طول الذكور من 45 55مم، بينما يتراوح طول الإناث من 55 75مم. يكون لون البالغين بنيًا مصفرًا أو أخضرًا مصفرًا مع علامات سوداء مزرقة، وتكون الأجنحة الخلفية وردية اللون، وتظهر أثناء الطيران. أما الحوريات، فهي خضراء باهتة مع علامات داكنة.

## الانتشار
ينتشر الجندب الجاوي في بروناي، كمبوديا، إندونيسيا، ماليزيا، بابوا غينيا الجديدة، الفلبين، سنغافورة، جزر سليمان، تايلاند وفيتنام. تعيش بشكل رئيسي في المناطق الحرجية، خاصة في الفراغات داخل الغابات وعلى الأشجار والشجيرات. كما يُعد من الآفات الزراعية الخطيرة في نخيل الزيت وشجرة المطاط المنتشرة في موائلها الأصلية.
كما سُجل وجوده في أستراليا (جزيرة كريسماس فقط، والتي تقع على بعد 430 كم جنوب جاوة), وغوام، والهند، و، وبالاو.

## دورة الحياة
تختلف دورة حياة الجندب الجاوي حسب المنطقة، ولكن غالبًا ما يكون هناك جيل واحد في السنة. تضع الأنثى ما يصل إلى أربع كبسولات بيض في التربة الرطبة. بعد الفقس، تمر الحوريات بـ 6 أو 7 أطوار قبل أن تُصبح بالغة مجنحة. الحوريات والبالغات نهارية وتفضل التعرض لأشعة الشمس وتتغذى على أوراق الأشجار.
في جاوة، تبقى البيوض ساكنة خلال موسم الجفاف وتفقس بعد ستة إلى ثمانية أشهر. بينما في تايلاند تفقس بعد شهرين، وتنمو الحوريات خلال موسم الأمطار وتبقى كراشدين غير ناضجين خلال الجفاف. أما في غرب ماليزيا، فهناك ذروتان لوضع البيض (ديسمبر/يناير ويونيو/يوليو)، ما يشير إلى وجود سلالتين فسيولوجيتين.

## التفشي
هذا النوع غير اجتماعي ولا يُشكّل أسرابًا، لكنه يصبح أكثر شيوعًا في بعض السنوات، خاصة الجافة منها، حيث تؤدي الأمطار الغزيرة إلى ارتفاع وفيات البيوض والإناث، حصل انتشار عام 1915 في جاوة بعد سنوات جافة متتالية شجعت على تزامن التزاوج، وقد يساهم أيضاً إزالة الغابات للزراعة في تكاثره.

## المكافحة
يمكن استخدام المحصول الفخي للحد من أعداده، حيث أظهرت دراسات عام 1987 إمكانية استخدام بيوراريا فازيولويدس لحماية أشجار المطاط.

## صور

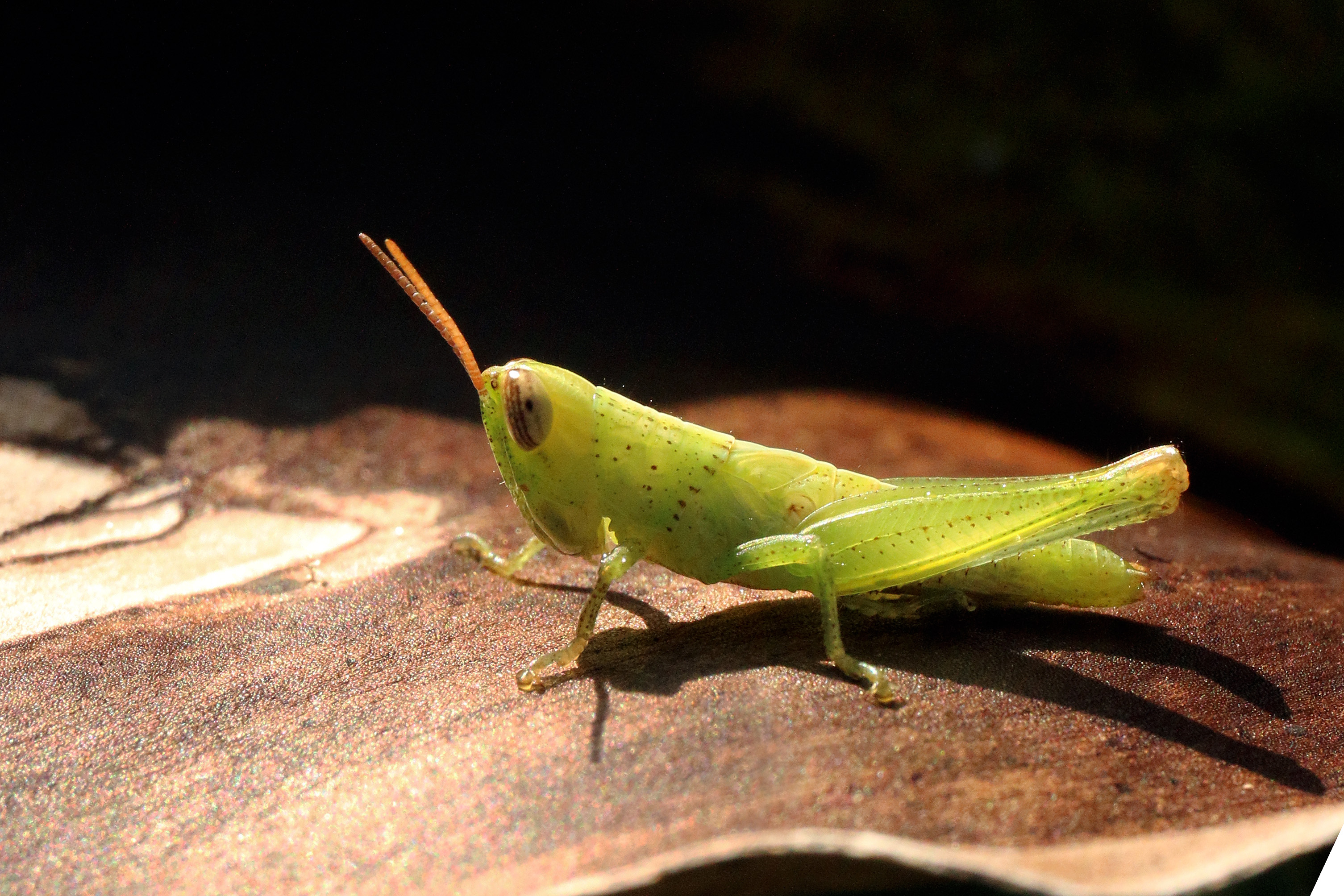
أنثى صباح، بورنيو
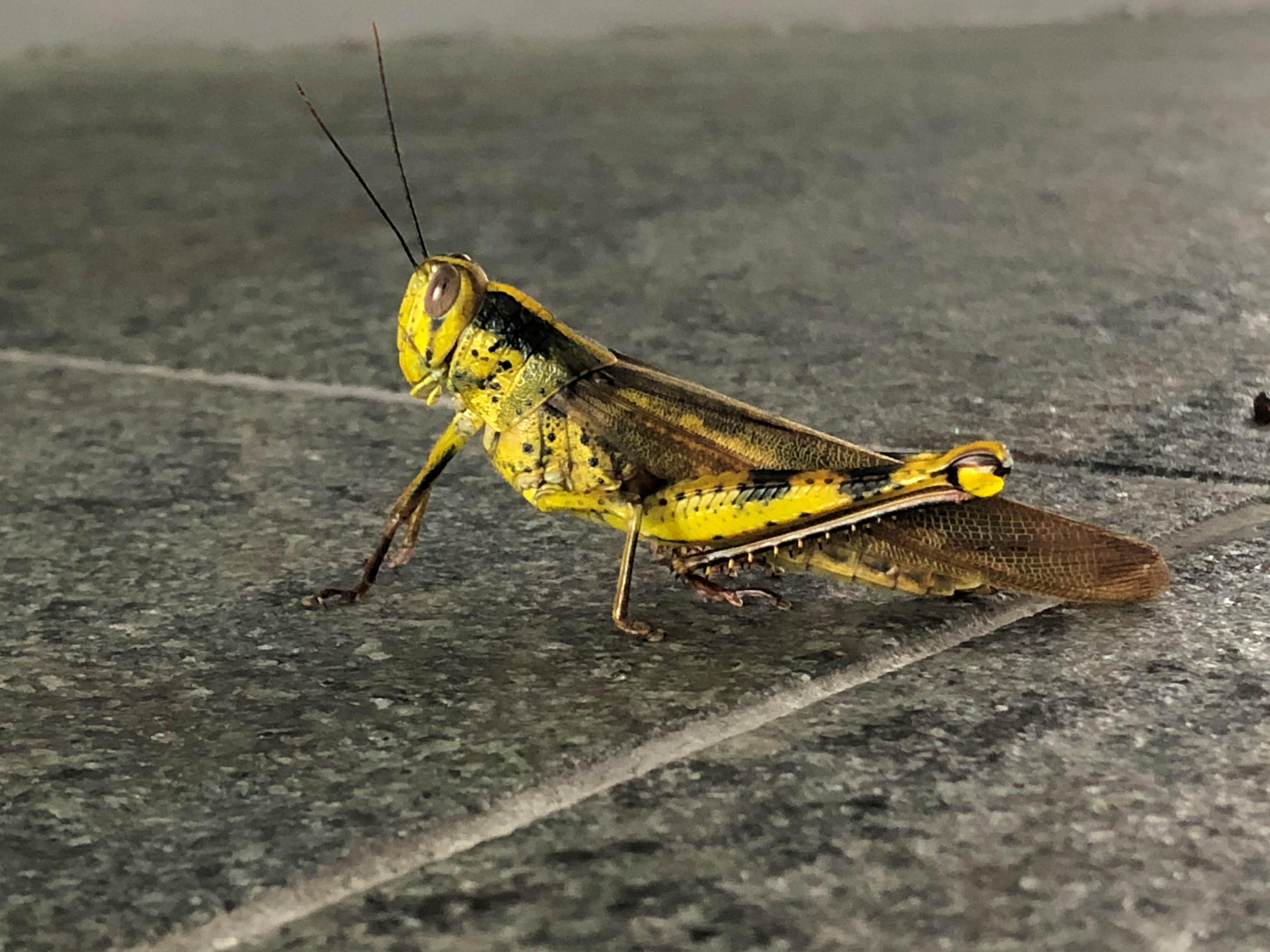
أنثى بالغة خليج مارينا، سنغافورة
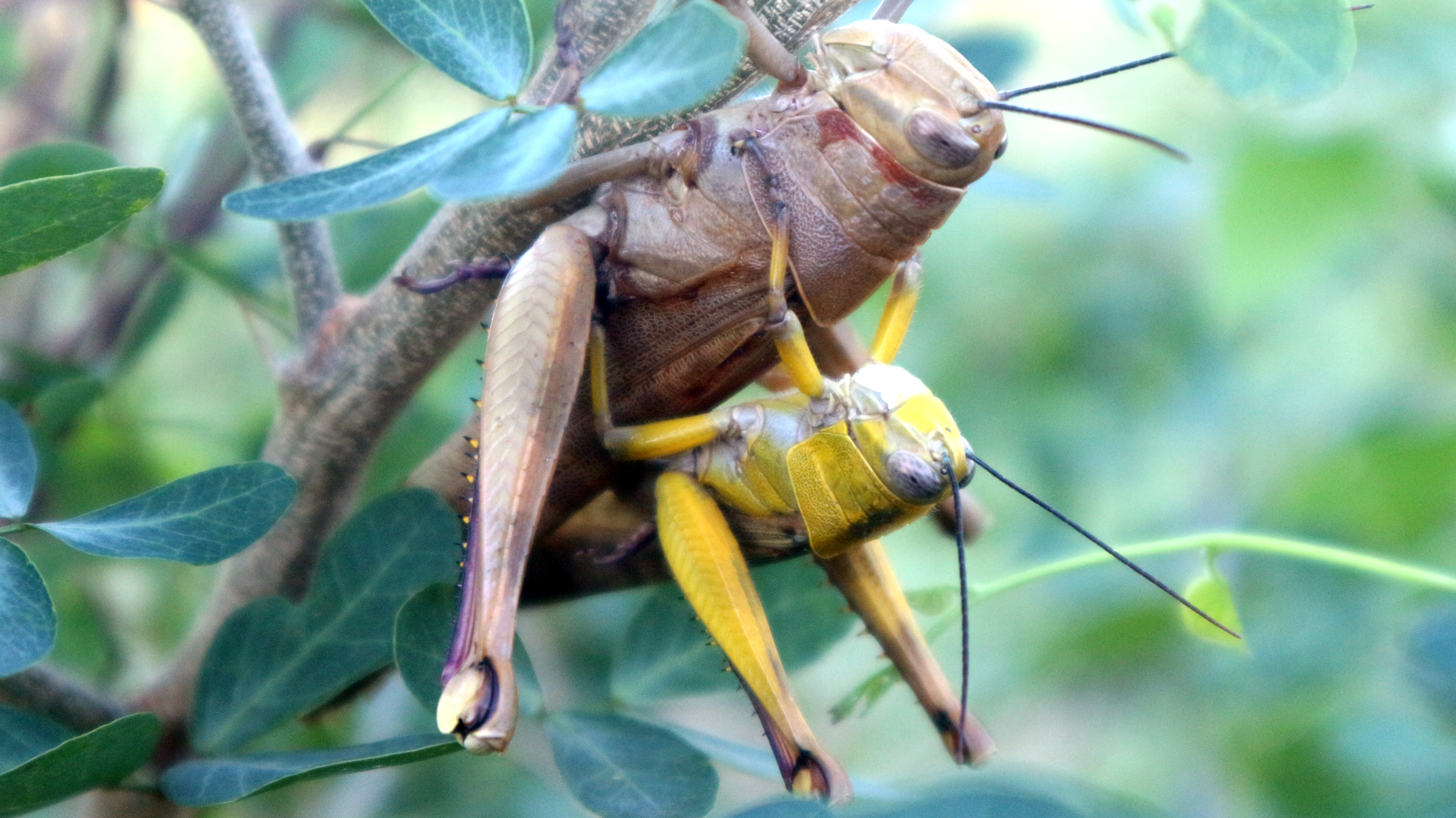
أنثى (أكبر حجمًا) تضع البيض، والذكر بالقرب منها